# Болонский диалект
Болонский диалект (эмил. dialàtt bulgnaiṡ, итал. dialetto bolognese) — диалект, относящийся к эмилианской группе говоров. Исторически распространен в провинции Болонья.

## Разновидности
Распадается на несколько говоров — городской диалект Болоньи, высокогорный говор, западный говор и другие.

## Типология
Болонский диалект относится к эмилианским говорам, которые в свою очередь, входят в эмилиано-романьольскую общность, по некоторым классификациям — самостоятельный язык. Он относится к галло-итальянским диалектам, вместе с которыми входит в галло-романскую подгруппу романских языков (стандартный итальянский, развившийся на основе тосканского диалекта, относится к итало-романской подгруппе). По этой причине болонский диалект труден для понимания человеком, владеющим только стандартным итальянским языком.

## История
Болонский диалект, как и другие эмилиано-романьольские говоры, развился самостоятельно из вульгарной латыни на, вероятнее всего, кельтском субстрате. Впервые на самобытность диалекта указал Данте в своей работе «О народном красноречии». С тех пор он развивался самобытно, испытывая на себе влияние других итальянских диалектов, иностранных языков (прежде всего, французского) и, позже — итальянского литературного языка.

## Социальный статус
На начало XXI века диалект, как и многие другие исконные диалекты Италии, находится в упадке из-за массового перехода итальянцев на стандартный итальянский язык. В самом городе он почти не употребляется, но в сельской провинции по-прежнему можно встретить его носителей. Существуют организации, занимающиеся его пропагандой и защитой.

## Характеристика
Вокализм болонского диалекта отличается от стандартного итальянского двумя дополнительными фонемами, передающимися на письме как ä и å. Кроме того, гласные противопоставляются по долготе. Консонантизм диалекта отличает от стандартного итальянского выраженная назализация согласных (присутствуют три типа носовых согласных — n, gn и ń). Выражены также особенности морфологии и синтаксиса, в целом типичные для эмилианских говоров. Лексика болонского диалекта содержит немало отличий от литературного итальянского.